# Turn- und Sportgemeinschaft 1899 Hoffenheim 2002-2003
Questa voce raccoglie le informazioni riguardanti il Turn- und Sportgemeinschaft 1899 Hoffenheim nelle competizioni ufficiali della stagione 2002-2003.

## Stagione
Nella stagione 2002-2003 l'Hoffenheim, allenato da Hans-Dieter Flick, concluse il campionato di Regionalliga sud al 5º posto. In Coppa di Germania l'Hoffenheim fu eliminato al secondo turno dal Colonia.

## Rosa
| N. |                     | Ruolo | Calciatore        |
| -- | ------------------- | ----- | ----------------- |
| 1  | Germania (bandiera) | P     | Kevin Knödler     |
| 2  | Germania (bandiera) | D     | Thorsten Thee     |
| 3  | Germania (bandiera) | D     | Sebastian Haag    |
| 3  | Germania (bandiera) | D     | Andreas Thuy      |
| 4  | Germania (bandiera) | D     | Thomas Faulstich  |
| 5  | Germania (bandiera) | D     | Marcel Throm      |
| 6  | Germania (bandiera) | C     | Matthias Born     |
| 7  | Germania (bandiera) | D     | Max Kümmerling    |
| 7  | Germania (bandiera) | C     | Sascha Zrnic      |
| 8  | Germania (bandiera) | C     | Stephan Sieger    |
| 9  | Marocco (bandiera)  | A     | Ali Talib         |
| 10 | Germania (bandiera) | C     | Thomas Ollhoff    |
| 11 | Germania (bandiera) | A     | Christoph Teinert |
| 12 | Germania (bandiera) | D     | Denis Bindnagel   |
| 13 | Germania (bandiera) | P     | Oliver Tuzyna     |
| 13 | Germania (bandiera) | D     | Alexander Welz    |
| 14 | Germania (bandiera) | A     | Sven Eller        |

| N. |                                | Ruolo | Calciatore        |
| -- | ------------------------------ | ----- | ----------------- |
| 15 | Germania (bandiera)            | C     | Thorsten Müller   |
| 16 | Germania (bandiera)            | C     | Andreas Gaber     |
| 17 | Germania (bandiera)            | C     | Marcus Klandt     |
| 18 | Germania (bandiera)            | D     | Carsten Stoll     |
| 19 | Germania (bandiera)            | A     | Kai Herdling      |
| 20 | Costa d'Avorio (bandiera)      | A     | Souleymane Koné   |
| 21 | Germania (bandiera)            | C     | Timo Böttjer      |
| 22 | Germania (bandiera)            | C     | Sebastian Hofmann |
| 23 | Serbia e Montenegro (bandiera) | P     | Marjan Petković   |
| 24 | Serbia e Montenegro (bandiera) | D     | Nesho Đurić       |
| 25 | Germania (bandiera)            | A     | Christian Haas    |
| 26 | Germania (bandiera)            | A     | Heiko Throm       |
| 27 | Germania (bandiera)            | D     | Christian Daub    |
| 28 | Germania (bandiera)            | C     | Norbert Hofmann   |
| 29 | Germania (bandiera)            | C     | Christian Möckel  |
| 36 | Germania (bandiera)            | D     | Marc Welker       |

## Organigramma societario
Area tecnica
- Allenatore: Hans-Dieter Flick
- Allenatore in seconda: Alfred Schön
- Preparatore dei portieri: Uwe Nägele
- Preparatori atletici:
- Analisi video:

## Calciomercato

### Sessione estiva
| Acquisti | Acquisti         | Acquisti             | Acquisti |
| R.       | Nome             | da                   | Modalità |
| -------- | ---------------- | -------------------- | -------- |
| A        | Christian Haas   | Stoccarda II         |          |
| C        | Marcus Klandt    | VfR Mannheim         |          |
| C        | Christian Möckel | Norimberga           |          |
| C        | Thomas Ollhoff   | Aalen                |          |
| P        | Marjan Petković  | Heilbronn            |          |
| A        | Ali Talib        | VfR Mannheim         |          |
| D        | Andreas Thuy     | Ansbach              |          |
| C        | Sascha Zrnic     | Kickers Stoccarda II |          |

| Cessioni | Cessioni      | Cessioni             | Cessioni |
| R.       | Nome          | a                    | Modalità |
| -------- | ------------- | -------------------- | -------- |
| D        | Matthias Örüm | Wacker Burghausen    |          |
| A        | Suat Türker   | Borussia Neunkirchen |          |

### Sessione invernale
| Acquisti | Acquisti       | Acquisti  | Acquisti |
| R.       | Nome           | da        | Modalità |
| -------- | -------------- | --------- | -------- |
| D        | Sebastian Haag | Darmstadt |          |

| Cessioni | Cessioni | Cessioni | Cessioni |
| R.       | Nome     | a        | Modalità |
| -------- | -------- | -------- | -------- |

## Risultati

### Regionalliga

#### Girone di andata
| Elversberg 26 luglio 2002, ore 19:00 CEST 1ª giornata | Elversberg | 0 – 0 referto | Hoffenheim | Waldstadion an der Keiserlinde (2 000 spett.)\| Arbitro: \| Greth \| |
| Arbitro:                                              | Greth      |               |            |                                                                      |

| Arbitro: | Schalk |

|                         |           |  |
| Teinert 69’ Ollhoff 77’ | Marcatori |  |

| Arbitro: | Brych |

|                                      |           |                         |
| Copado 56’ (rig.) Grassow 88’ (rig.) | Marcatori | 40’ Ollhoff 42’ Teinert |

| 10 agosto 2002 4ª giornata |  | – turno di riposo |  |  |

| Arbitro: | Schmidt |

|             |           |                                      |
| Ollhoff 19’ | Marcatori | 7’ Stieglmair 45’ Knackmuß 63’ Papić |

| Arbitro: | Viktora |

|  |           |                                    |
|  | Marcatori | 7’ Thee 25’, 27’, 54’, 73’ Teinert |

| Sinsheim 23 agosto 2002, ore 18:30 CEST 7ª giornata | Hoffenheim | 0 – 0 referto | Bayern Monaco II | Stadio Dietmar Hopp (2 500 spett.)\| Arbitro: \| Reuß \| |
| Arbitro:                                            | Reuß       |               |                  |                                                          |

| Arbitro: | Sinn |

|                    |           |             |
| Gies 30’ Mehic 67’ | Marcatori | 27’ Teinert |

| Arbitro: | Sippel |

|             |           |             |
| Böttjer 48’ | Marcatori | 69’ Zitouni |

| Arbitro: | Wack |

|                                                    |           |                      |
| Menck 43’ Seeber 74’ (rig.) Kanyuk 78’ Rogosic 87’ | Marcatori | 34’ Thee 56’ Ollhoff |

| Arbitro: | Greipl |

|             |           |             |
| Ollhoff 67’ | Marcatori | 23’ Flausse |

| Arbitro: | Hofmann |

|                             |           |             |
| Hornung 38’ Bach 85’ (rig.) | Marcatori | 35’ Ollhoff |

| Arbitro: | Dingert |

|             |           |  |
| Teinert 50’ | Marcatori |  |

| Arbitro: | Karle |

|                            |           |                  |
| Barlecaj 7’ Römer 22’, 28’ | Marcatori | 73’, 80’ Ollhoff |

| Arbitro: | Kristek |

|            |           |             |
| Möckel 68’ | Marcatori | 67’ Martins |

| Arbitro: | Weber |

|            |           |          |
| Ristau 63’ | Marcatori | 10’ Thee |

| Arbitro: | Pickel |

|                                           |           |  |
| Teinert 49’ Ollhoff 64’ (rig.) Möckel 79’ | Marcatori |  |

| Arbitro: | Probst |

|  |           |             |
|  | Marcatori | 53’ Ollhoff |

| Arbitro: | Greth |

|                                                                  |           |           |
| Teinert 31’, 62’, 73’ Ollhoff 40’ Throm 79’ Möckel 84’ Eller 87’ | Marcatori | 51’ Ropic |

#### Girone di ritorno
| Arbitro: | Perl |

|                                      |           |                       |
| Möckel 9’ Ollhoff 52’, 77’ Throm 55’ | Marcatori | 8’ Korst 53’ Mansfeld |

| Arbitro: | Sippel |

|          |           |           |
| Benda 1’ | Marcatori | 35’ Throm |

| Arbitro: | Lange |

|                      |           |  |
| Heerwagen 67’ (aut.) | Marcatori |  |

| 1º marzo 2003 23ª giornata |  | – turno di riposo |  |  |

| Arbitro: | Brombacher |

|                                       |           |  |
| Tölcseres 18’, 72’ Papić 54’ Zani 87’ | Marcatori |  |

| Arbitro: | Iaccarino |

|                                |           |          |
| Ollhoff 44’ (rig.) Teinert 72’ | Marcatori | 7’ Teber |

| Arbitro: | Kempter |

|               |           |           |
| Misimović 88’ | Marcatori | 78’ Throm |

| Arbitro: | Kircher |

|                      |           |  |
| Ollhoff 50’ Daub 67’ | Marcatori |  |

| Arbitro: | Sahler |

|           |           |  |
| Petry 43’ | Marcatori |  |

| Arbitro: | Maier |

|  |           |             |
|  | Marcatori | 34’ Rogosic |

| Arbitro: | Wezel |

|  |           |                                 |
|  | Marcatori | 23’ Throm 33’ Daub 39’ Herdling |

| Arbitro: | Walz |

|           |           |  |
| Throm 84’ | Marcatori |  |

| Arbitro: | Karle |

|  |           |                               |
|  | Marcatori | 27’ (aut.) Löhner 60’ Ollhoff |

| Arbitro: | Probst |

|                                           |           |                |
| Herdling 20’, 32’ Teinert 52’ Ollhoff 63’ | Marcatori | 44’, 89’ Römer |

| Arbitro: | Schiffner |

|                                 |           |                          |
| Kovacec 1’ Reeb 60’, 69’ (rig.) | Marcatori | 27’ Herdling 46’ Ollhoff |

| Arbitro: | Schmidt |

|                    |           |                        |
| Bindnagel 37’, 43’ | Marcatori | 11’ Rosen 63’ Mushinka |

| Arbitro: | Reuß |

|  |           |             |
|  | Marcatori | 90’ Ollhoff |

| Arbitro: | Schalk |

|           |           |                     |
| Talib 39’ | Marcatori | 43’ Costa 72’ Maier |

| Arbitro: | Viktora |

|                           |           |               |
| Ropic 16’, 18’ Famewo 26’ | Marcatori | 78’ Bindnagel |

### Coppa di Germania
| Arbitro: | Wagner |

|                                           |           |         |
| Koné 13’ Teinert 51’ Ollhoff 55’ Thee 90’ | Marcatori | 18’ Xie |

| Arbitro: | Gräfe |

|           |           |                                                      |
| Eller 78’ | Marcatori | 28’ Kioyo 35’ Kreuz 43’ Happe 59’ Scherz 66’ Sinkala |

## Statistiche

### Statistiche di squadra
| Competizione      | Punti | In casa | In casa | In casa | In casa | In casa | In casa | In trasferta | In trasferta | In trasferta | In trasferta | In trasferta | In trasferta | Totale | Totale | Totale | Totale | Totale | Totale | DR  |
| Competizione      | Punti | G       | V       | N       | P       | Gf      | Gs      | G            | V            | N            | P            | Gf           | Gs           | G      | V      | N      | P      | Gf     | Gs     | DR  |
| ----------------- | ----- | ------- | ------- | ------- | ------- | ------- | ------- | ------------ | ------------ | ------------ | ------------ | ------------ | ------------ | ------ | ------ | ------ | ------ | ------ | ------ | --- |
| Regionalliga sud  | 55    | 18      | 10      | 5       | 3       | 34      | 17      | 18           | 5            | 5            | 8            | 26           | 27           | 36     | 15     | 10     | 11     | 60     | 44     | +16 |
| Coppa di Germania | -     | 2       | 1       | 0       | 1       | 5       | 6       | 0            | 0            | 0            | 0            | 0            | 0            | 2      | 1      | 0      | 1      | 5      | 6      | -1  |
| Totale            | 55    | 20      | 11      | 5       | 4       | 39      | 23      | 18           | 5            | 5            | 8            | 26           | 27           | 38     | 16     | 10     | 12     | 65     | 50     | +15 |

### Andamento in campionato
| Giornata  | 1  | 2 | 3 | 4 | 5  | 6 | 7 | 8 | 9  | 10 | 11 | 12 | 13 | 14 | 15 | 16 | 17 | 18 | 19 | 20 | 21 | 22 | 23 | 24 | 25 | 26 | 27 | 28 | 29 | 30 | 31 | 32 | 33 | 34 | 35 | 36 | 37 | 38 |
| --------- | -- | - | - | - | -- | - | - | - | -- | -- | -- | -- | -- | -- | -- | -- | -- | -- | -- | -- | -- | -- | -- | -- | -- | -- | -- | -- | -- | -- | -- | -- | -- | -- | -- | -- | -- | -- |
| Luogo     | T  | C | T |   | C  | T | C | T | C  | T  | C  | T  | C  | T  | C  | T  | C  | T  | C  | C  | T  | C  |    | T  | C  | T  | C  | T  | C  | T  | C  | T  | C  | T  | C  | T  | C  | T  |
| Risultato | N  | V | N |   | P  | V | N | P | N  | P  | N  | P  | V  | P  | N  | N  | V  | V  | V  | V  | N  | V  |    | P  | V  | N  | V  | P  | P  | V  | V  | V  | V  | P  | N  | V  | P  | P  |
| Posizione | 10 | 3 | 5 | 6 | 12 | 8 | 8 | 9 | 10 | 15 | 16 | 16 | 14 | 15 | 16 | 16 | 13 | 10 | 7  | 6  | 7  | 5  | 8  | 8  | 6  | 7  | 5  | 6  | 9  | 6  | 5  | 4  | 4  | 4  | 4  | 4  | 5  | 5  |

Legenda:

Luogo: C = Casa; T = Trasferta. Risultato: V = Vittoria; N = Pareggio; P = Sconfitta.

### Statistiche dei giocatori
| Giocatore     | Regionalliga sud | Regionalliga sud | Regionalliga sud | Regionalliga sud | Coppa di Germania | Coppa di Germania | Coppa di Germania | Coppa di Germania | Totale   | Totale | Totale      | Totale     |
| Giocatore     | Presenze         | Reti             | Ammonizioni      | Espulsioni       | Presenze          | Reti              | Ammonizioni       | Espulsioni        | Presenze | Reti   | Ammonizioni | Espulsioni |
| ------------- | ---------------- | ---------------- | ---------------- | ---------------- | ----------------- | ----------------- | ----------------- | ----------------- | -------- | ------ | ----------- | ---------- |
| D. Bindnagel  | 13               | 3                | 2                | 0                | 0                 | 0                 | 0                 | 0                 | 13       | 3      | 2           | 0          |
| M. Born       | 32               | 0                | 9                | 1                | 2                 | 0                 | 1                 | 0                 | 34       | 0      | 10          | 1          |
| T. Böttjer    | 26               | 1                | 1                | 1                | 1                 | 0                 | 0                 | 0                 | 27       | 1      | 1           | 1          |
| C. Daub       | 23               | 2                | 6                | 0                | 1                 | 0                 | 0                 | 0                 | 24       | 2      | 6           | 0          |
| S. Eller      | 18               | 1                | 2                | 0                | 2                 | 1                 | 0                 | 0                 | 20       | 2      | 2           | 0          |
| T. Faulstich  | 14               | 0                | 1                | 0                | 2                 | 0                 | 0                 | 0                 | 16       | 0      | 1           | 0          |
| A. Gaber      | 21               | 0                | 1                | 0                | 1                 | 0                 | 0                 | 0                 | 22       | 0      | 1           | 0          |
| S. Haag       | 0                | 0                | 0                | 0                | 0                 | 0                 | 0                 | 0                 | 0        | 0      | 0           | 0          |
| C. Haas       | 5                | 0                | 0                | 0                | 0                 | 0                 | 0                 | 0                 | 5        | 0      | 0           | 0          |
| K. Herdling   | 8                | 4                | 0                | 0                | 0                 | 0                 | 0                 | 0                 | 8        | 4      | 0           | 0          |
| N. Hofmann    | 7                | 0                | 0                | 0                | 1                 | 0                 | 0                 | 0                 | 8        | 0      | 0           | 0          |
| S. Hofmann    | 1                | 0                | 0                | 0                | 0                 | 0                 | 0                 | 0                 | 1        | 0      | 0           | 0          |
| M. Klandt     | 22               | 0                | 6                | 1                | 1                 | 0                 | 0                 | 0                 | 23       | 0      | 6           | 1          |
| K. Knödler    | 34               | 0                | 1                | 0                | 2                 | 0                 | 0                 | 0                 | 36       | 0      | 1           | 0          |
| S. Koné       | 15               | 0                | 1                | 0                | 1                 | 1                 | 0                 | 0                 | 16       | 1      | 1           | 0          |
| M. Kümmerling | 0                | 0                | 0                | 0                | 0                 | 0                 | 0                 | 0                 | 0        | 0      | 0           | 0          |
| C. Möckel     | 8                | 4                | 2                | 0                | 1                 | 0                 | 0                 | 0                 | 9        | 4      | 2           | 0          |
| T. Müller     | 33               | 0                | 7                | 0                | 1                 | 0                 | 0                 | 0                 | 34       | 0      | 7           | 0          |
| T. Ollhoff    | 34               | 19               | 7                | 0                | 2                 | 1                 | 1                 | 0                 | 36       | 20     | 8           | 0          |
| M. Petković   | 0                | 0                | 0                | 0                | 0                 | 0                 | 0                 | 0                 | 0        | 0      | 0           | 0          |
| S. Sieger     | 31               | 0                | 4                | 0                | 2                 | 0                 | 0                 | 0                 | 33       | 0      | 4           | 0          |
| C. Stoll      | 9                | 0                | 2                | 0                | 1                 | 0                 | 0                 | 0                 | 10       | 0      | 2           | 0          |
| A. Talib      | 16               | 1                | 3                | 0                | 1                 | 0                 | 0                 | 0                 | 17       | 1      | 3           | 0          |
| C. Teinert    | 33               | 14               | 13               | 0                | 2                 | 1                 | 0                 | 0                 | 35       | 15     | 13          | 0          |
| T. Thee       | 35               | 3                | 10               | 0                | 2                 | 1                 | 1                 | 0                 | 37       | 4      | 11          | 0          |
| H. Throm      | 17               | 3                | 2                | 0                | 0                 | 0                 | 0                 | 0                 | 17       | 3      | 2           | 0          |
| M. Throm      | 29               | 3                | 4                | 0                | 2                 | 0                 | 1                 | 0                 | 31       | 3      | 5           | 0          |
| A. Thuy       | 3                | 0                | 2                | 0                | 0                 | 0                 | 0                 | 0                 | 3        | 0      | 2           | 0          |
| O. Tuzyna     | 2                | 0                | 0                | 0                | 0                 | 0                 | 0                 | 0                 | 2        | 0      | 0           | 0          |
| M. Welker     | 0                | 0                | 0                | 0                | 0                 | 0                 | 0                 | 0                 | 0        | 0      | 0           | 0          |
| A. Welz       | 0                | 0                | 0                | 0                | 0                 | 0                 | 0                 | 0                 | 0        | 0      | 0           | 0          |
| S. Zrnic      | 9                | 0                | 1                | 0                | 0                 | 0                 | 0                 | 0                 | 9        | 0      | 1           | 0          |
| N. Đurić      | 1                | 0                | 0                | 0                | 0                 | 0                 | 0                 | 0                 | 1        | 0      | 0           | 0          |